# Gurvandzagal járás
Gurvandzagal járás (mongol nyelven: Гурванзагал сум) Mongólia Keleti tartományának egyik járása. Területe 5200 km². Népessége kb. 1500 fő.
Székhelye, Szumín bulag (Сумийн булаг) 126 km-re fekszik Csojbalszan tartományi székhelytől.